# 稲川町
稲川町（いなかわまち）は、かつて秋田県雄勝郡におかれていた町。
東西を山にはさまれた町で、2005年3月22日、湯沢市および雄勝郡雄勝町・皆瀬村と合併し、新しい湯沢市の一部となったため廃止になった。

## 地理
稲川町は東西を山にはさまれ、中央を皆瀬川が流れている。
- 山:大森山、国見山、雄長子内岳
- 河川:皆瀬川

### 隣接していた自治体
- 湯沢市
- 雄勝郡：皆瀬村
- 平鹿郡：増田町

## 歴史
- 1956年（昭和31年）9月30日 - 稲庭町、川連町、三梨村が合併し、稲庭川連町（いなにわかわつらまち）が発足。
- 1957年（昭和32年）6月1日 - 戸波および三又のうち羽場地区が平鹿郡増田町に編入。
- 1966年（昭和41年）4月30日 - 稲庭川連町から、稲川町に改称。
- 2005年（平成17年）3月22日 - （旧）湯沢市、雄勝郡雄勝町・皆瀬村と合併し、湯沢市となり消滅。

## 地域

### 教育

#### 高等学校
- 秋田県立湯沢高等学校稲川分校

#### 中学校
- 稲川町立稲川中学校

#### 小学校
- 稲川町立稲庭小学校
- 稲川町立駒形小学校
- 稲川町立三梨小学校
- 稲川町立川連小学校

#### 特殊教育諸学校
- 秋田県立稲川養護学校（現・秋田県立稲川支援学校）

## 産業・名産品
稲庭うどんの産地として有名である。稲作、リンゴの栽培、飼養が産業の大部分を占めるが、かつては養蚕の町だった。
- 稲庭うどん
- 秋田仏壇
- 川連塗（川連漆器）

## 交通

### 鉄道
町内を鉄道路線は通っていない。鉄道を利用する場合の最寄り駅は、JR東日本奥羽本線湯沢駅。

### バス
- 羽後交通

### 道路
- 一般国道
  - 国道398号
- 一般県道
  - 秋田県道108号川連増田平鹿線
  - 秋田県道279号稲庭関口線
  - 秋田県道307号稲庭高松線

## 出身有名人
- 川俣健二郎（元衆議院議員）
- 齊藤光喜（湯沢市長）
- 栗林元二郎（川連村出身の農業教育家、『八紘学園』創設者）
- 後藤明美 (プロ野球選手)
- 東海林良（作詞家）
- 豊島ミホ（小説家）

## 名所・旧跡・観光スポット・祭事・催事
- 稲庭城跡・今昔館
- 稲川ふるさと祭り
- えびすだわら